# Chantalle Zijderveld
Chantalle Zijderveld (n. 17 septembrie 2000, Rotterdam, Țările de Jos) este o înotătoare ce a reprezentat Țările de Jos. A participat la competiții asociate Jocurilor Olimpice în care a câștigat două medalii de aur, două medalii de argint și două medalii de bronz.